# Aeródromo Yendegaia
El Aeródromo Yendegaia (OACI: SCNY) es un terminal aéreo ubicado cerca de Isla Grande de Tierra del Fuego, en la Provincia Antártica Chilena, Región de Magallanes y de la Antártica Chilena, Chile. Es de propiedad privada.